# Statua koronacji św. Stefana w Ostrzyhomiu
Statua koronacji św. Stefana w Ostrzyhomiu – pomnik autorstwa węgierskiego rzeźbiarza Miklósa Melocco w Ostrzyhomiu na Węgrzech, odsłonięty w 2001 roku. Wykonany z wapienia, przedstawia Stefana I Świętego oraz arcybiskupa.

## Tło historyczne
Dokładny czas, okoliczności i miejsce koronacji Stefana I Świętego nie są znane i są przedmiotem debaty historyków. Według późniejszej tradycji, Stefan został koronowany pierwszego dnia nowego tysiąclecia, co może oznaczać 25 grudnia 1000 roku lub 1 stycznia 1001 roku. Uroczystość odbyła zapewne w Székesfehérvárze lub Ostrzyhomiu i mogła być dokonana przez arcybiskupa Ostrzyhomia. Korona użyta w ceremonii została podarowana przez papieża Sylwestra II, nie była to Korona Świętego Stefana.

## Architektura
Dzieło zaprojektował Miklós Melocco. Pomnik został wzniesiony z wapienia z Süttő na Wzgórzu Zamkowym w Ostrzyhomiu w pobliżu Bazyliki Ostrzyhomskiej w narożniku obwarowań zamkowych, w północnym bastionie. Przedstawia dwufigurową scenę koronacji: arcybiskupa z koroną w rękach i księcia Stefana, spoglądającego w stronę Dunaju. Postaci wykonano w skali 2:1. Nad księciem i biskupem krzyżują się dwa łuki romańskie, zwieńczone przechylonym krzyżem, co ma symbolizować Koronę Świętego Stefana. Statua ma około 12 m wysokości. Odsłonięcie pomnika odbyło się 15 sierpnia 2001 roku, w rocznicę śmierci króla Stefana I.

## Galeria

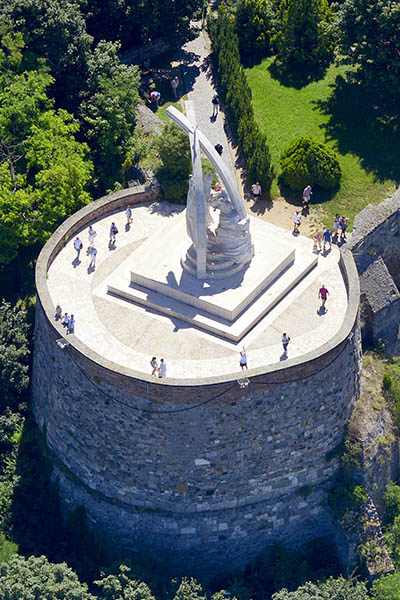
Widok z lotu ptaka (2016)
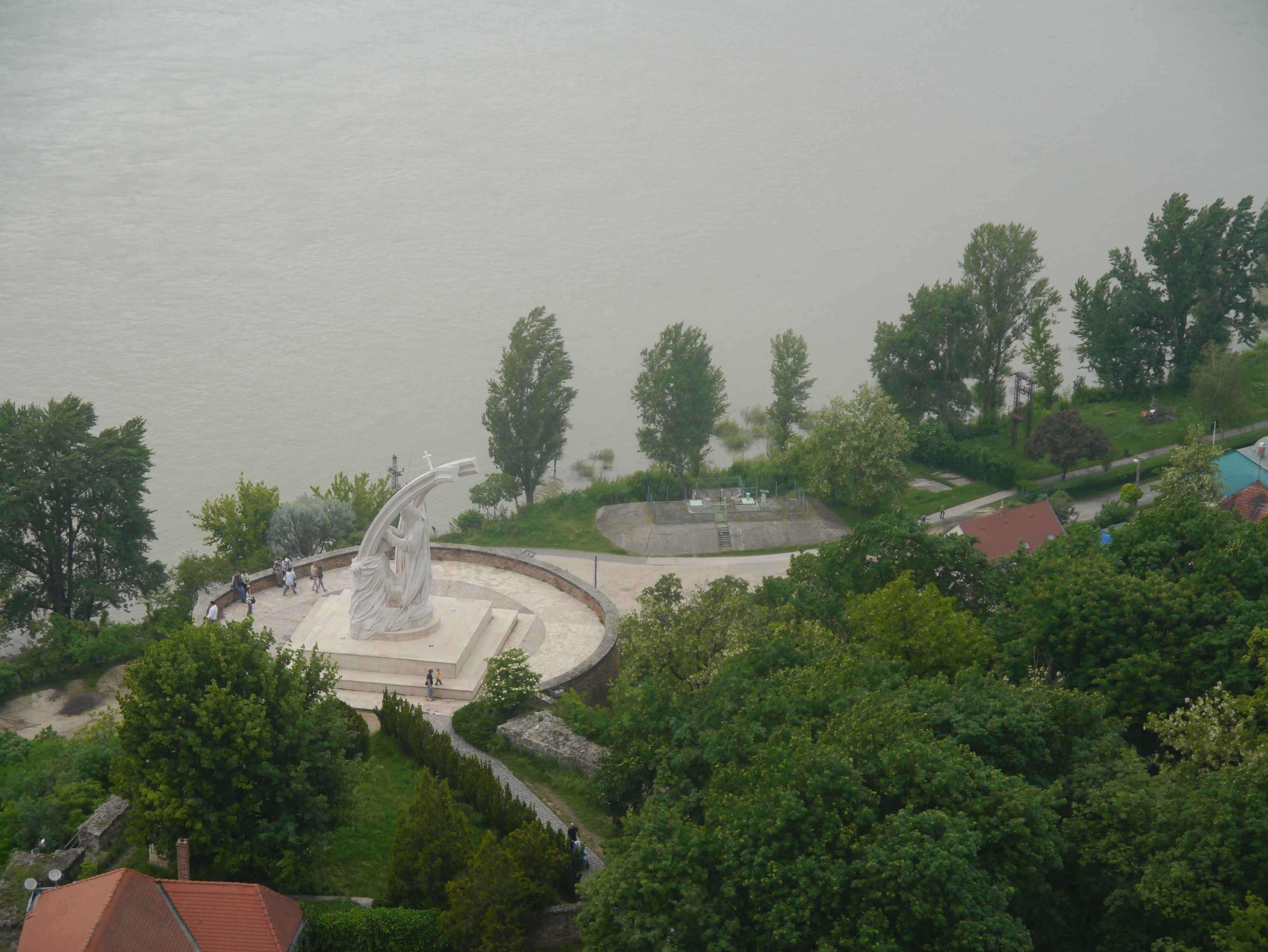
Widok z bazyliki (2013)
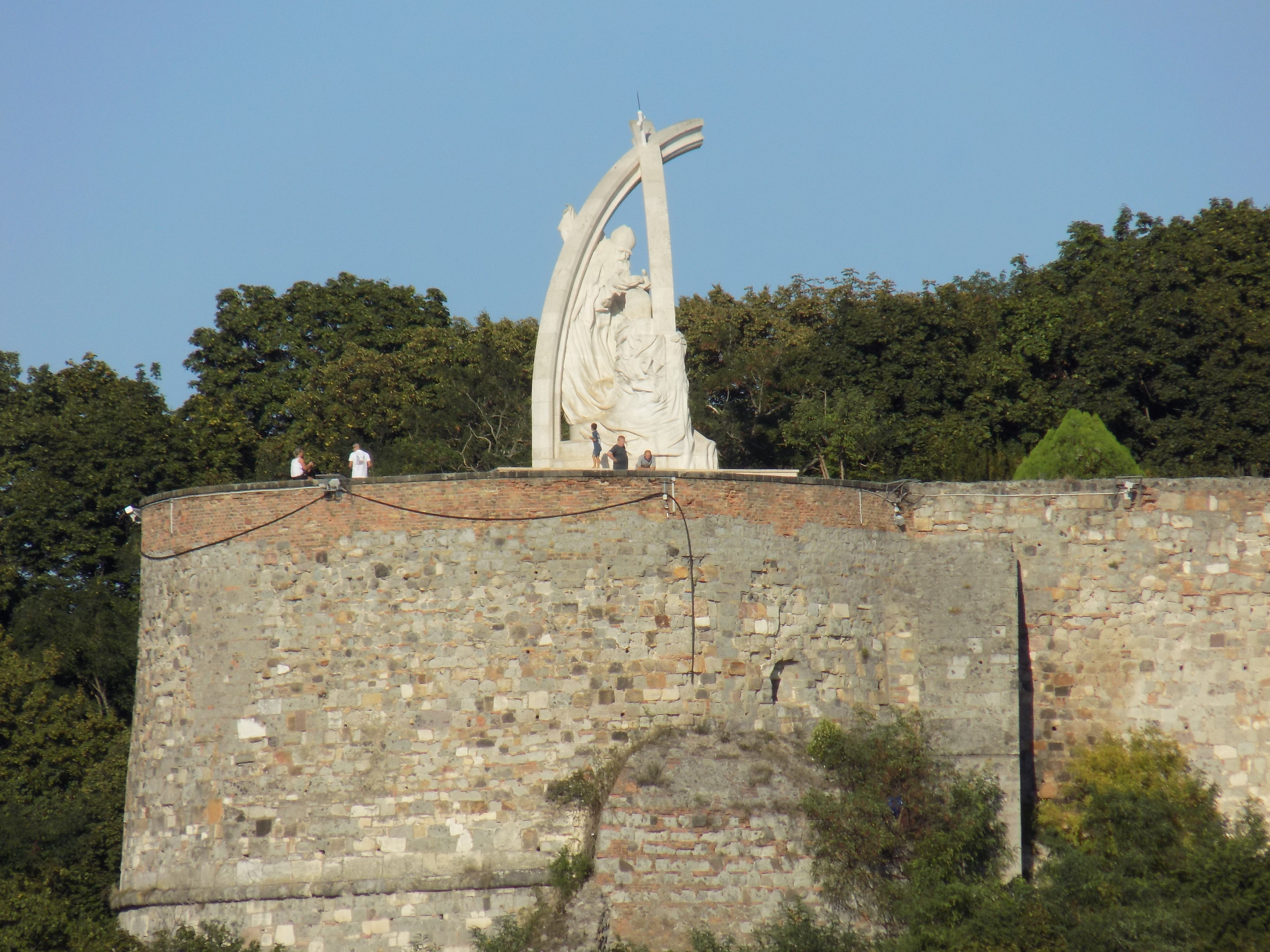
Widok z północnego zachodu
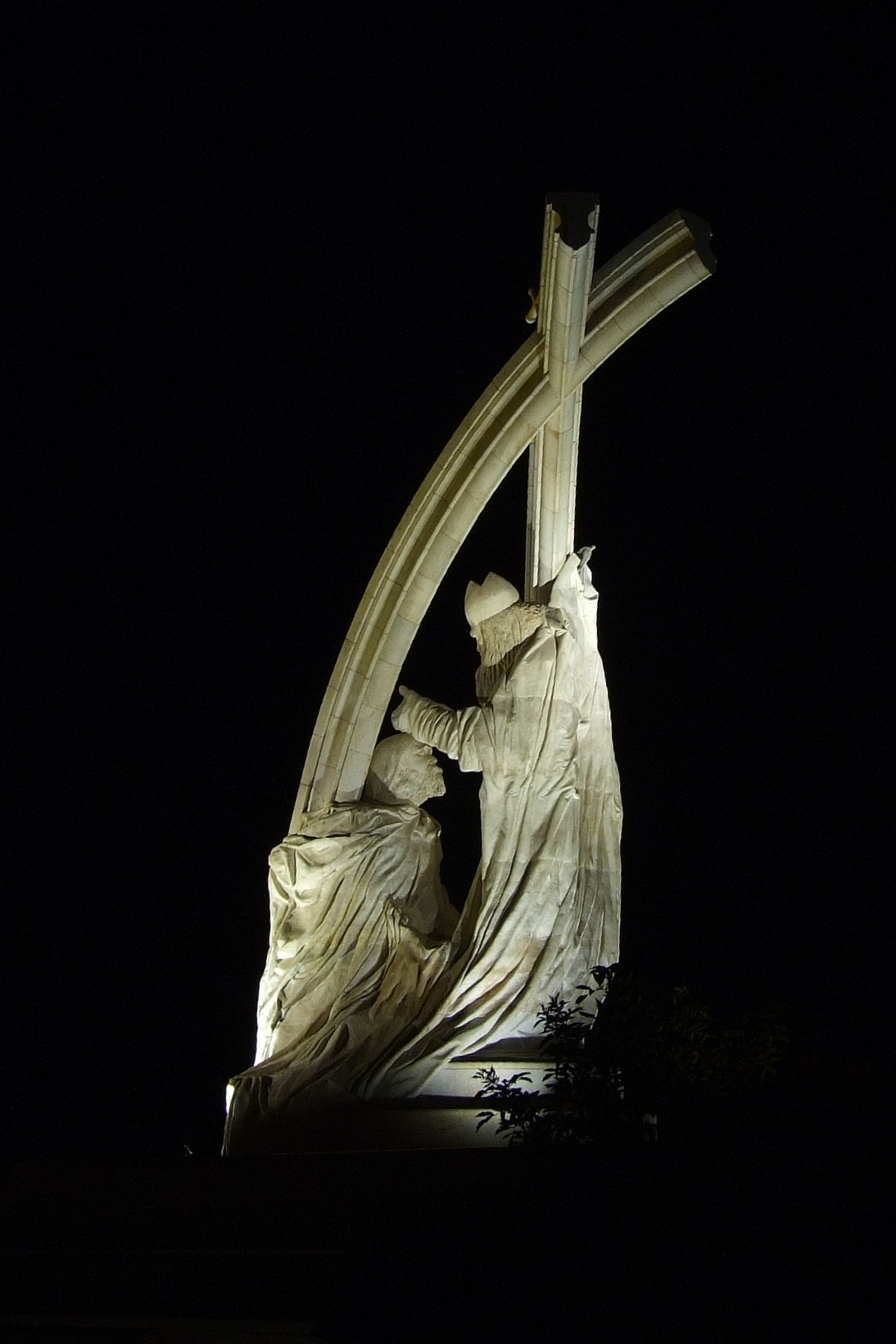
Widok w nocy (2009)
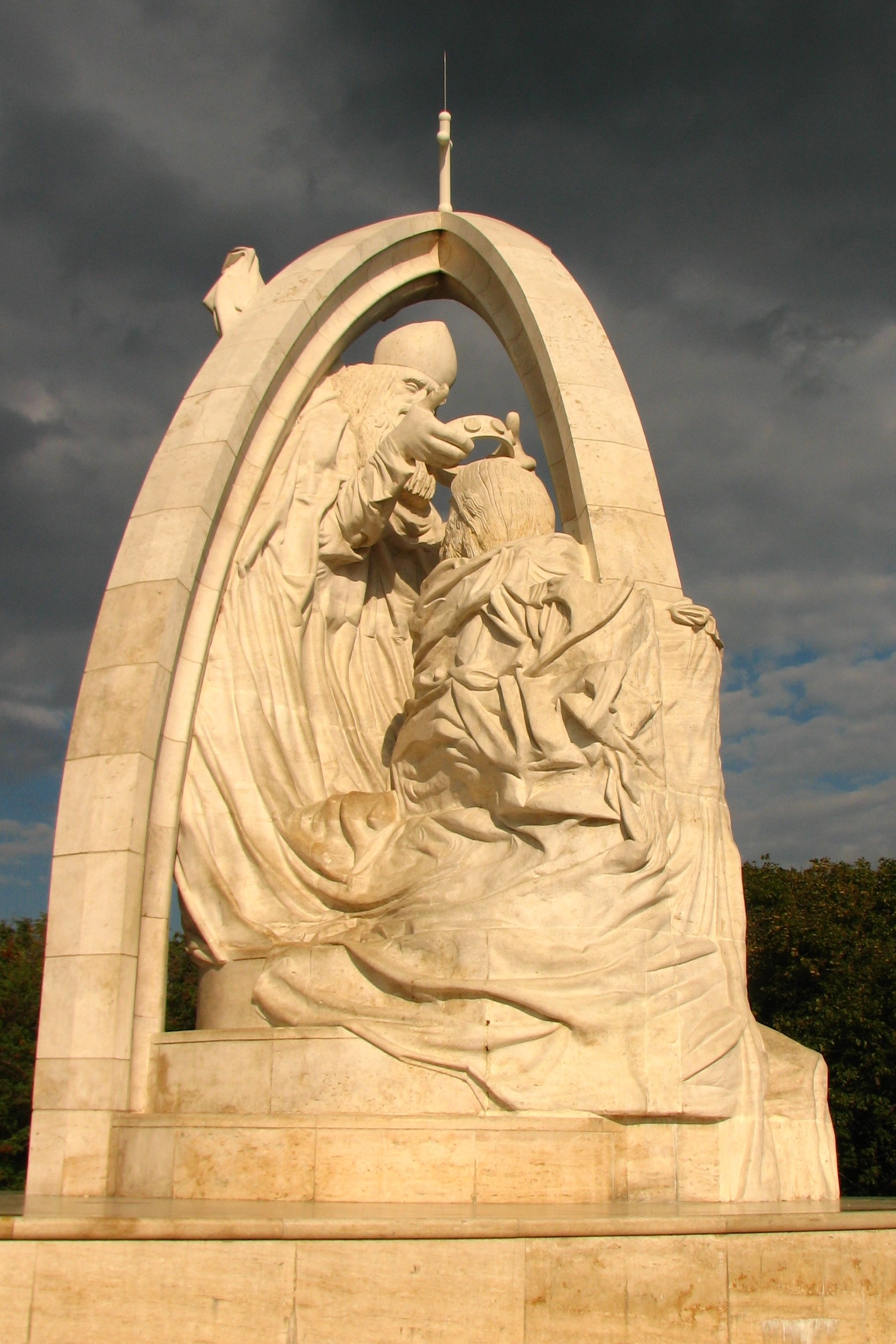
Widok z południowego zachodu (2007)
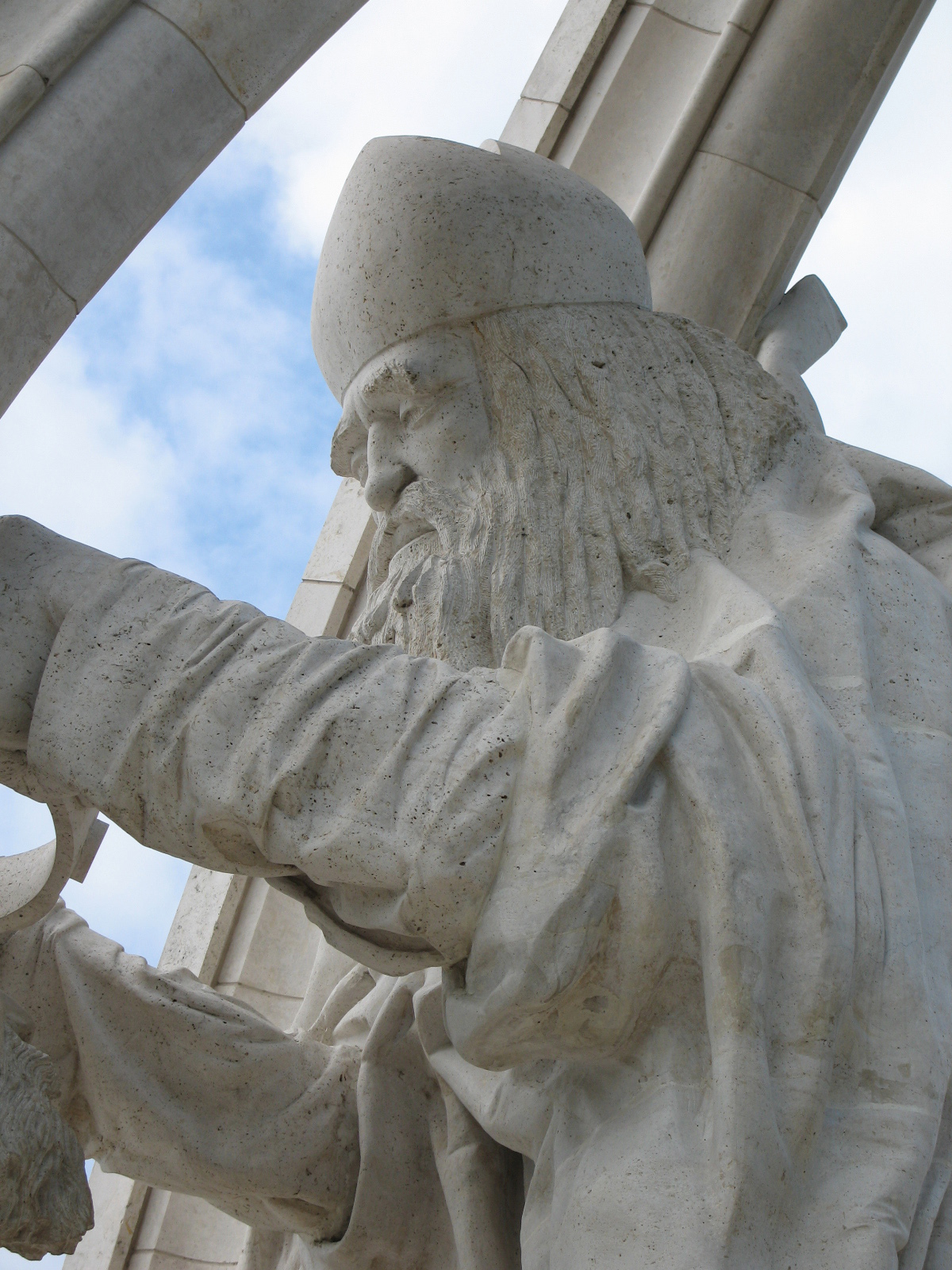
Detal – głowa arcybiskupa (2008)
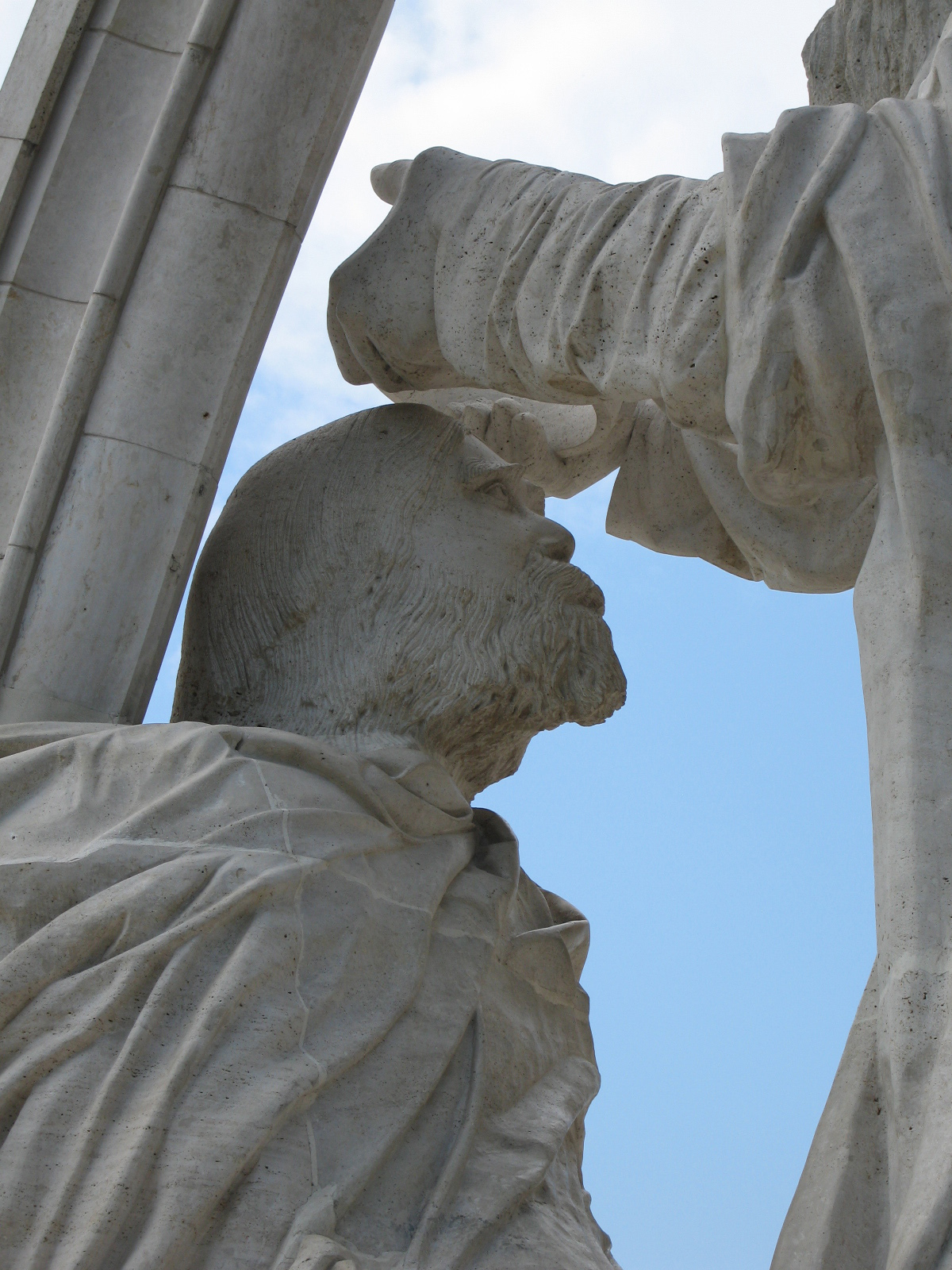
Detal – głowa księcia Stefana (2008)